# Pacific Challenge 2016
El Pacific Challenge del 2016 fue la edición del torneo de rugby de 4 selecciones "A" del Pacífico. Los equipos que clasificaron a la final fueron Samoa y los Warriors que oficiaron de locales, estos últimos vencieron el partido 36 - 0 obteniendo su sexto título. Los partidos se llevaron a cabo en el Estadio Nacional de Fiyi de Suva

## Equipos participantes
- Fiji Warriors
- Junior Japan
- Samoa A
- Tonga A

## Clasificación
| Pos. | Equipo        | Encuentros | Encuentros | Encuentros | Encuentros | Tantos  | Tantos    | Tantos     | Puntos Bonus | Puntos Totales |
| Pos. | Equipo        | jugados    | ganados    | empatados  | perdidos   | a favor | en contra | diferencia | Puntos Bonus | Puntos Totales |
| ---- | ------------- | ---------- | ---------- | ---------- | ---------- | ------- | --------- | ---------- | ------------ | -------------- |
| 1    | Fiji Warriors | 3          | 3          | 0          | 0          | 134     | 28        | + 106      | 3            | 15             |
| 2    | Samoa A       | 3          | 2          | 0          | 1          | 98      | 56        | + 42       | 2            | 10             |
| 3    | Junior Japan  | 3          | 1          | 0          | 2          | 62      | 94        | - 32       | 0            | 4              |
| 4    | Tonga A       | 3          | 0          | 0          | 3          | 16      | 132       | - 116      | 0            | 0              |

Nota: Se otorgan 4 puntos al equipo que gane un partido y 2 al que empate
Puntos Bonus: 1 punto por convertir 4 tries o más en un partido y 1 al equipo que pierda por no más de 7 tantos de diferencia
|  | Juegan por el 1º puesto |

|  | Juegan por el 3º puesto |

## Resultados

### Primera fecha[3]
| 8 de marzo 15:30 | Junior Japan | 26 - 8  | Tonga A |  |  |
|                  |              | Reporte |         |  |  |

| 8 de marzo 18:00 | Fiji Warriors | 34 - 6  | Samoa A |  |  |
|                  |               | Reporte |         |  |  |

### Segunda fecha
| 12 de marzo 15:30 | Samoa A | 50 - 0  | Tonga A |  |  |
|                   |         | Reporte |         |  |  |

| 12 de marzo 18:00 | Fiji Warriors | 44 - 14 | Junior Japan |  |  |
|                   |               | Reporte |              |  |  |

### Tercera fecha
| 17 de marzo 15:30 | Samoa A | 42 - 22 | Junior Japan |  |  |
|                   |         | Reporte |              |  |  |

| 17 de marzo 18:00 | Fiji Warriors | 56 - 8  | Tonga A |  |  |
|                   |               | Reporte |         |  |  |

## Finales

### Tercer puesto
| 21 de marzo 15:30 | Junior Japan | 30 - 44 | Tonga A |  |  |
|                   |              | Reporte |         |  |  |

### Final
| 21 de marzo 18:00 | Fiji Warriors | 36 - 0  | Samoa A |                               |                               |
|                   |               | Reporte |         | Asistencia: 4000 espectadores | Asistencia: 4000 espectadores |

| Bandera de Fiyi       |
| Campeón Fiji Warriors |
| Sexto título          |